# Rắn đen (pháo hoa)

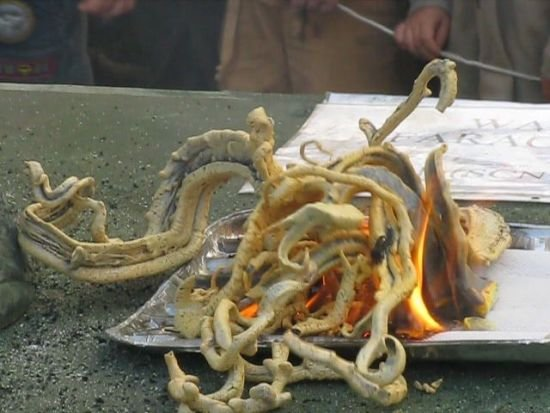
Thí nghiệm "Con rắn của Pharaoh"

Rắn đen (hay Rắn đường) và Con rắn của Pharaoh là hai loại pháo hoa khác nhau
Sau khi đốt, cả hai loại pháo hoa bắt đầu bốc khói và phun ra tro như một con rắn qua phản ứng phồng nở. Cả hai loại pháo hóa đều ở lại dưới đất và không phát ra tia lửa, tia sáng, không bắn ra bất kì vật gì cũng như không phát ra âm thanh, tuy nhiên có thể xuất hiện khói.
Natri bicacbonat, thứ sinh ra khí cacbon dioxide, và đường sinh ra tro có chứa cacbon, là những hóa chất thường dùng để biểu diễn thí nghiệm rắn đen. Một số thông tin cho rằng nó là "một hỗn hợp đã nitrơ hóa của dầu lanh và naphtalen".
Phiên bản "Con rắn Pharaoh" truyền thống của pháo hoa này sinh ra con rắn ngoạn mục hơn, nhưng nó phụ thuộc vào thủy ngân (II) thioxyanat, nên đã không còn sử dụng rộng rãi bởi tính chất độc hại của nó.